# Членство России в международных организациях
Россия является активным членом многих международных организаций.
Правовая основа членства России в международных организациях, а также международного содействия развитию определяется Конституцией Российской Федерации, Концепцией внешней политики России и Концепцией безопасности России.

## Список Международных организаций, в которых состоит Россия
Россия участвовала более чем в 300 международных организациях. Условно все международные организации (в составе которых присутствует Россия), можно разделить на 3 группы:
- Система ООН;
- Специализированные экономические и научно-технические организации;
- Многосторонние валютно-финансовые и торговые учреждения

### Полноправный участник[4][5]
- Союзное государство
- СНГ
- ОДКБ
- Организация черноморского экономического сотрудничества
- БРИКС
- Шанхайская организация сотрудничества
- Центрально-Азиатское сотрудничество
- Евразийское экономическое сообщество
- ИКАО
- ISO
- Международный олимпийский комитет
- Международная организация труда
- Всемирная организация интеллектуальной собственности
- Азиатский банк инфраструктурных инвестиций
- Секретариат Евразийской группы по противодействию легализации преступных доходов и финансированию терроризма
- Евразийская экономическая комиссия
- Объединённый институт ядерных исследований
- Международный научно-исследовательский институт проблем управления
- Международный банк экономического сотрудничества
- Международная организация по экономическому и научно-техническому сотрудничеству в области электротехнической промышленности Интерэлектро
- Межгосударственное евроазиатское объединение угля и металла
- Межгосударственный авиационный комитет (МАК)
- Международный научно-технический центр
- Международный центр научной и технической информации "МЦНТИ"
- Европейское космическое агентство, Постоянное представительство Европейского космического агентства в Российской Федерации
- Центр международного промышленного сотрудничества ЮНИДО
- Международная организация по миграции
- Международная федерация ассоциаций студентов-медиков (IFMSA)
- Азиатско-Тихоокеанское экономическое сотрудничество
- ООН

### Наблюдатель
- Организация исламского сотрудничества
- Движение неприсоединения

### Неактивные
- Совет Европы (до 16 марта 2022[6])
- Всемирная туристическая организация (до 10 июня 2022[7])

## Участие
Россия активно участвует в жизни международных организаций, где она состоит.
Если говорить об отраслевых приоритетах Российской Федерации в области сотрудничества, то в своём участии в международном сотрудничестве в целях развития Россия уделяет особое внимание таким приоритетным направлениям, как борьба с бедностью; укрепление национальных систем здравоохранения и социальной защиты; обеспечение поддержки образования; укрепление национальных систем борьбы с международным терроризмом; расширение трансграничной торговли; улучшение условий торговли и защита окружающей среды; решение трансграничных экологических проблем; стимулирование экономической активности в странах-реципиентах; усиление промышленного развития и инноваций; обеспечение поддержки развития институтов демократического общества, включая защиту прав человека и поддержку мирного разрешения войн/конфликтов.
В соответствии с обязательствами, принятыми в Глениглсе, Россия списала долги африканских стран на сумму 11,3 млрд. долларов США, в том числе 2,2 млрд. долларов США в виде облегчения долгового бремени в рамках Инициативы для бедных стран с крупной задолженностью.